# 小行星1354
小行星1354（1354 Botha）是一颗绕太阳运转的小行星，为主小行星带小行星。该小行星于1935年4月3日发现。
該小行星以南非政治人物，首任南非總理路易斯·博塔命名。

## 轨道参数
小行星1354的轨道半长轴为3.1225476 UA，离心率为0.218。